# Pacific Princess (Schiff, 1971)
Die Pacific Princess war ein Kreuzfahrtschiff, das 1971 von den Rheinstahl Nordseewerken in Emden als Sea Venture für Flagship Cruises gebaut wurde. Sie erlangte Bekanntheit als Schauplatz der amerikanischen TV-Serie Love Boat.

## Geschichte

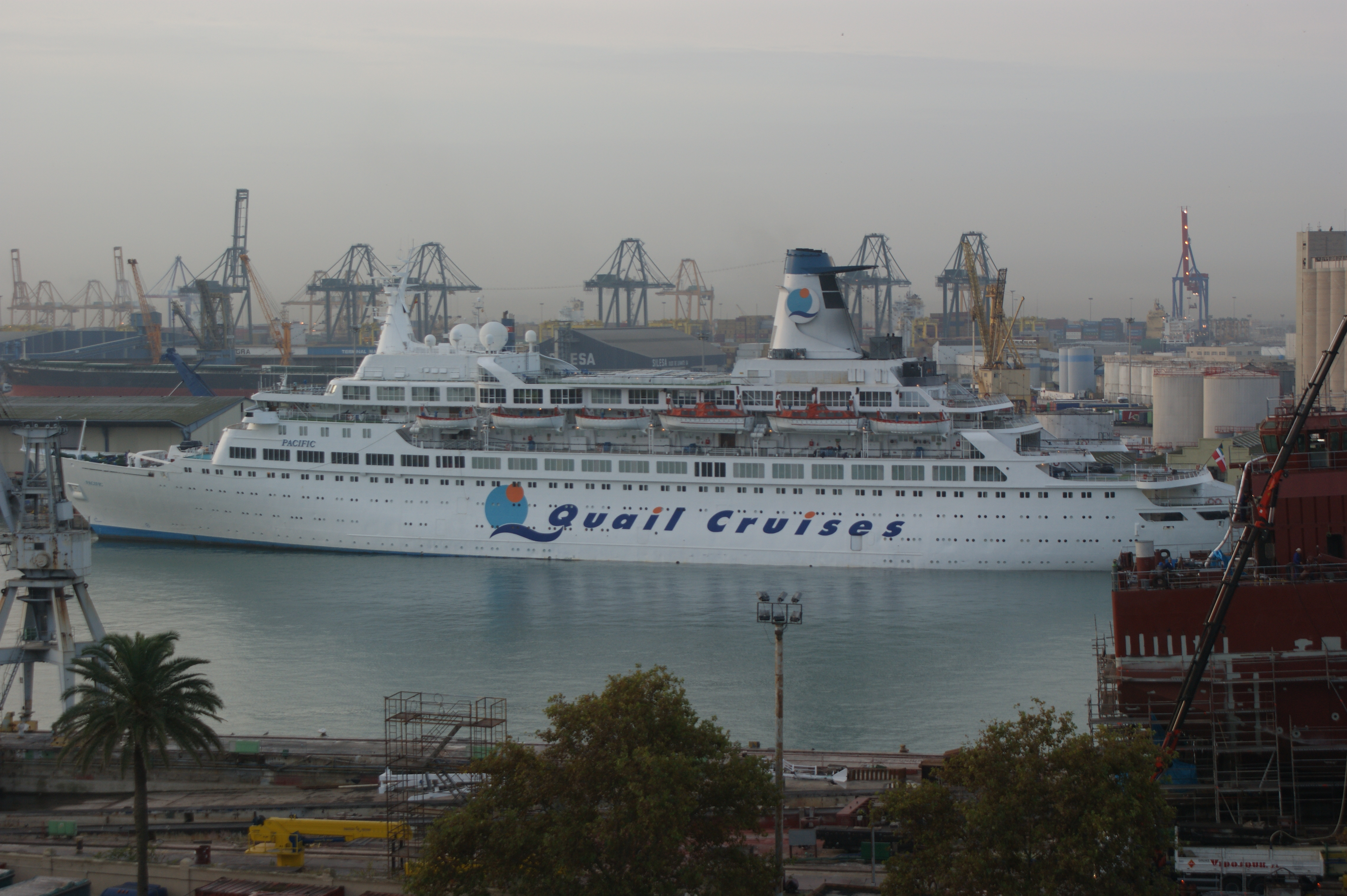
Die Pacific 2008

Der Bau des Schiffes wurde Ende der 1960er Jahre zusammen mit dem Schwesterschiff Island Venture von der Reederei Norwegian Cruiseships bei den Nordseewerken in Auftrag gegeben. Norwegian Cruiseships gehörte je zur Hälfte dem norwegischen Reeder Øivind Lorentzen und der Osloer Reederei Fearnley & Eger. Schon während des Baus des ersten Schiffes zeigte sich eine solch massive Fehlkalkulation, dass ein Fertigbau zu den vereinbarten Bedingungen zur Schließung der Werft geführt hätte. Nachdem im Herbst 1969 mehrere Geschäftsführer der Werft wegen der hohen Millionenverluste entlassen wurden, gelang es der neuen Geschäftsführung unter dem Vorsitz von Rainer Wollmann in Nachverhandlungen höhere Preise durchzusetzen, woraufhin die Schiffe weitergebaut werden konnten.
Der Stapellauf des Schiffs fand am 9. Mai 1970 auf der Werft Nordseewerke in Emden statt. Am 14. Mai 1971 wurde das fertige Schiff an Flagship Cruises übergeben und am selben Tag auf den Namen Sea Venture getauft. Es wurde für Kreuzfahrten zwischen den USA und den Bermudas eingesetzt. Der Name des Schiffes geht zurück auf das englische Segelschiff Sea Venture, das vor den Bermudas strandete und dessen Überlebende die Insel besiedelten.
Im April 1975 wurde das Schiff zusammen mit dem Schwesterschiff Island Venture an P&O Princess Cruises verkauft. Das Paar wurde in Pacific Princess und Island Princess umbenannt. Die Pacific Princess wurde 2001 von Abbey National Leasing 1 („Princess Cruises“) verkauft, aber noch bis Ende 2002 zurückgechartert. Ende 2002 ging das Schiff an den spanischen Kreuzfahrtanbieter Pullmantur und wurde in Pacific umbenannt. Vom 9. bis zum 16. Juni 2003 hieß das Schiff noch einmal Pacific Princess. Am 20. Oktober 2008 wurde die Pacific von Quail Cruises Ship Management erworben und im folgenden Monat an die Gesellschaft Templeton International Inc. übertragen. Das Schiff wurde bis 2012 von Quail Cruises Ship Management betrieben.
2011 sollte die Pacific in Genua einer Asbest-Entfernung unterzogen werden. Nachdem der Eigentümer des Schiffes für die Kosten nicht aufkam, wurde das Schiff im Februar 2012 zwangsversteigert und dabei von einem türkischen Abbrecher für 2,5 Millionen Euro erworben, um das ehemalige „Love Boat“ zu verschrotten. Ende Juli 2013 wurde das Schiff nach Aliağa geschleppt, wo es am 6. August in den Abwrackwerften von Aliağa zur Verschrottung eintraf. Dabei kollidierte sie mit den Überresten des ehemaligen Kreuzfahrtschiffes Rochdale One, wodurch offenbar ein Leck im Schiffsrumpf entstand und Wasser eindrang. Kurz darauf starben zwei Arbeiter im Maschinenraum durch ausströmende Abgase. Weitere acht Menschen kamen mit leichten Vergiftungen ins Krankenhaus. Anschließend mussten die Arbeiten wegen des starken Wassereinbruchs gestoppt werden. Zwischenzeitlich hatte das Schiff mehr als 40 Grad Schlagseite und drohte zu kentern. Sie konnte jedoch nicht aufgerichtet werden, da das Wrack der Rochdale One im Weg war. Nach der Verschrottung der Rochdale One wurde sie Ende Oktober vom Strand gezogen und an einer anderen Stelle gestrandet, um sie wieder zu stabilisieren und mit der Verschrottung zu beginnen. Dies schlug jedoch fehl, da das Schiff nach kurzer Zeit erneut Schlagseite bekam. Anfang November wurde schließlich mit dem Abbruch des inzwischen stabilisierten Schiffes begonnen. Bis Ende Februar 2014 war das Schiff nahezu vollständig abgebrochen.

## Pacific Princessals „Love Boat“
Die Pacific Princess war das Schiff, das hauptsächlich als Kulisse für die ab 1977 in den USA ausgestrahlte ABC-Serie Love Boat diente. Die Pacific Princess wurde in nahezu jeder Folge der Serie, die hauptsächlich in einem Studio produziert wurde, gezeigt. Der Begriff Love Boat wurde in der Werbung von Princess Cruises sehr stark herausgestellt und obwohl auch das Schwesterschiff Island Princess und andere Kreuzfahrtschiffe in der Serie gezeigt wurden, wurde er schließlich zum Synonym für die Pacific Princess.
1979 spielen die Episoden eins und zwei der vierten Staffel von „Drei Engel für Charlie“ auf dem Schiff.